# Damià Abella Pérez
Pour les articles homonymes, voir Abella (homonymie).
Damià Abella Pérez  dit Damià est un joueur de football né le 15 avril 1982 à Figueres (Girona) (Catalogne).
Il fait 1,88 m pour 77 kg et joue défenseur.

## Carrière
Le 16 août 2014 il rejoint Middlesbrough FC

## Palmarès
- FC Barcelone
  - Vainqueur du Championnat d'Espagne : 2005